# 奧爾維戈河
41°59′23.62″N 5°42′23.58″W / 41.9898944°N 5.7065500°W

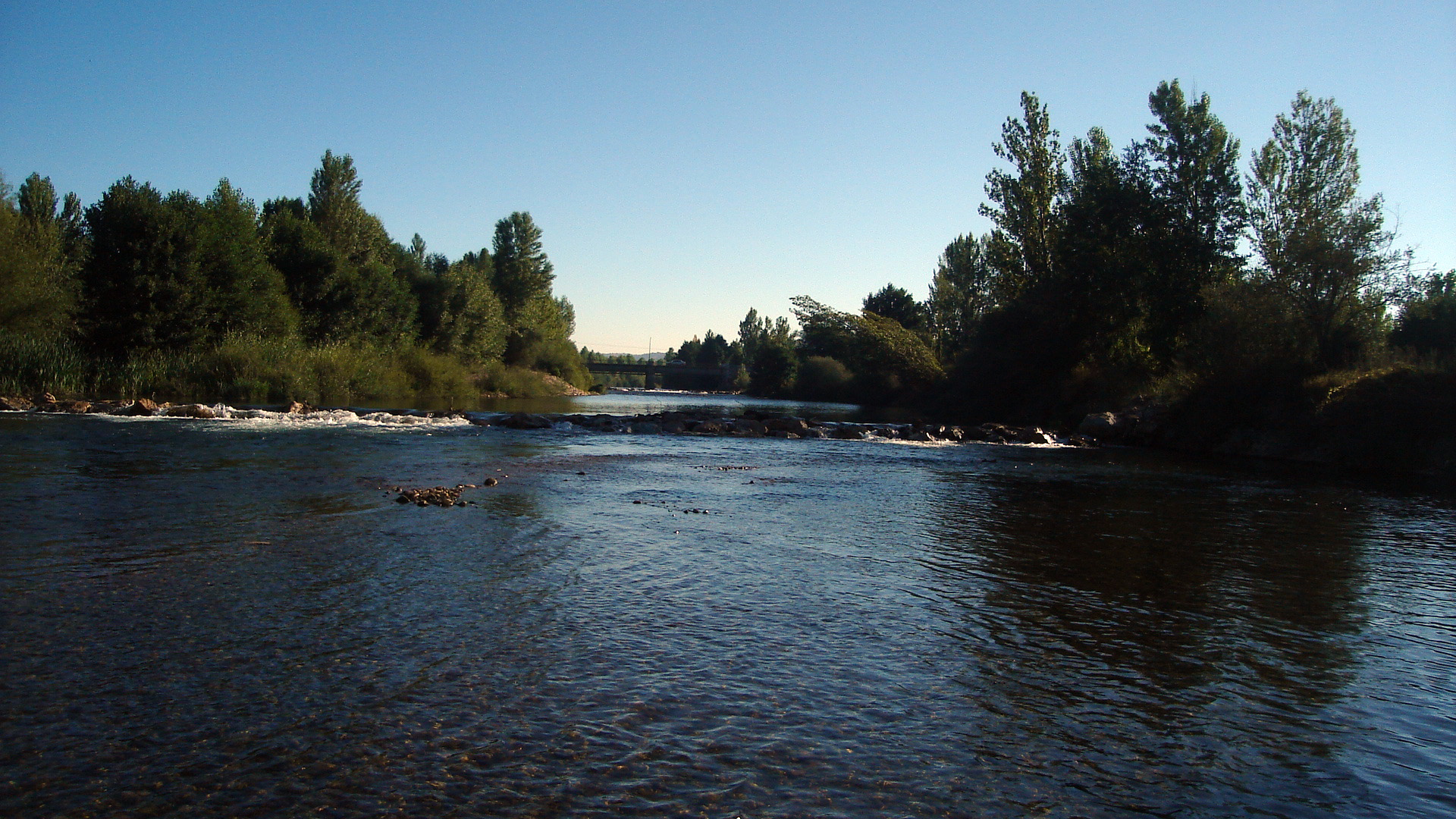
奧爾維戈河

奧爾維戈河（西班牙語：Río Órbigo）是西班牙的河流，位於該國西北部，屬於埃斯拉河的支流，河道全長162公里，流域面積4,995平方公里，平均流量每秒38.81立方米。

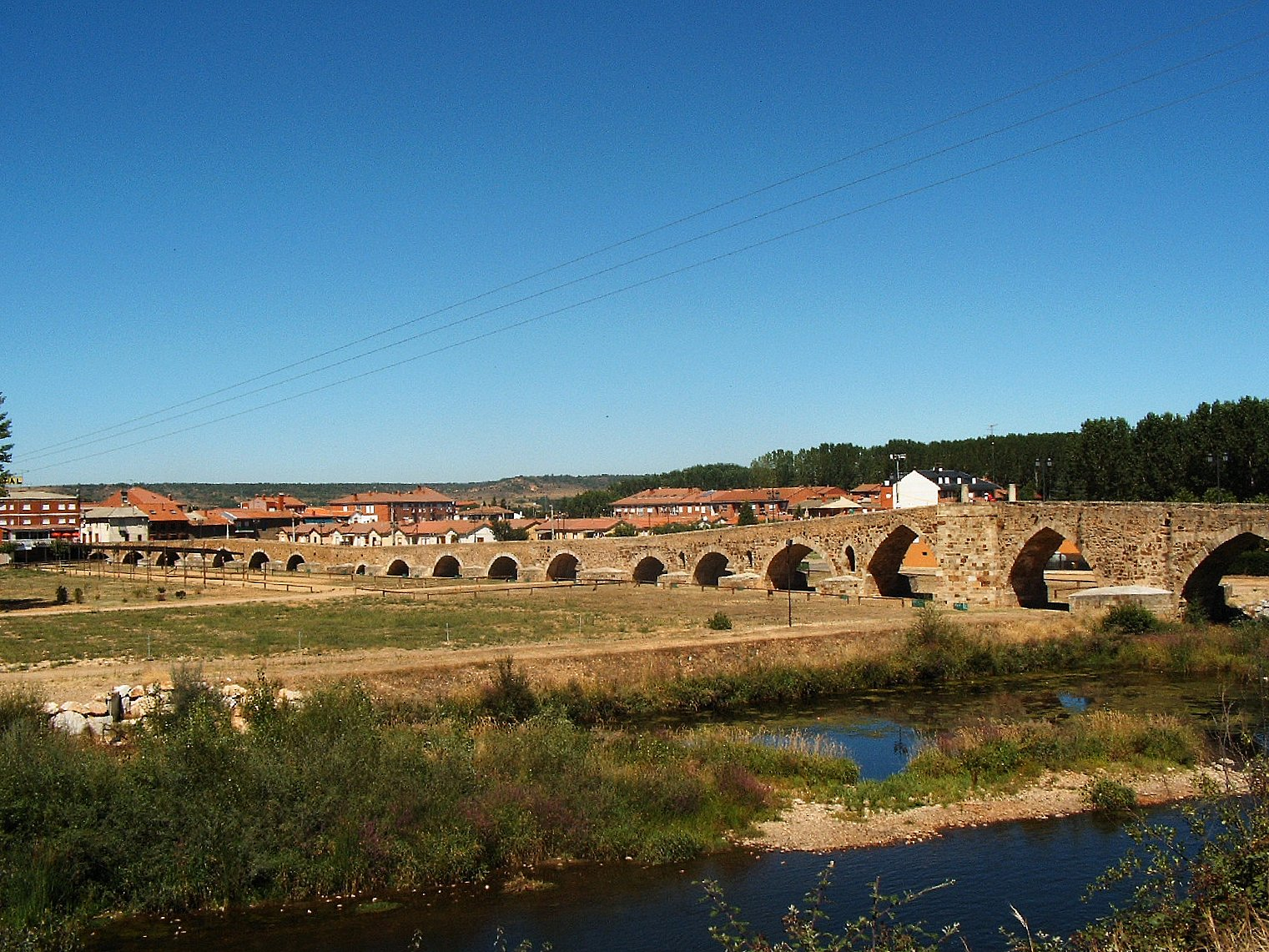
奧斯皮塔爾德奧爾維戈鎮段
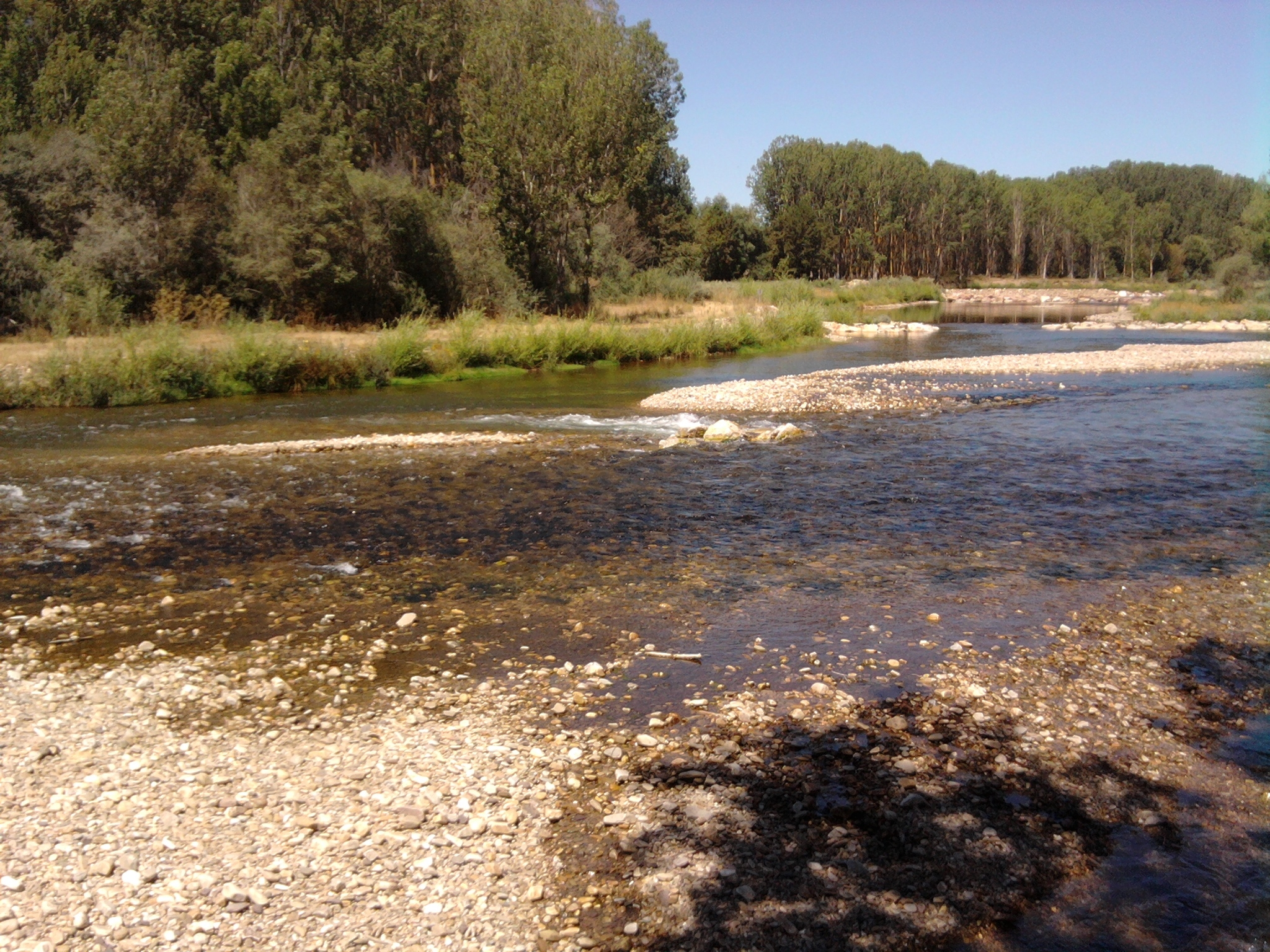
奧爾維戈河源頭
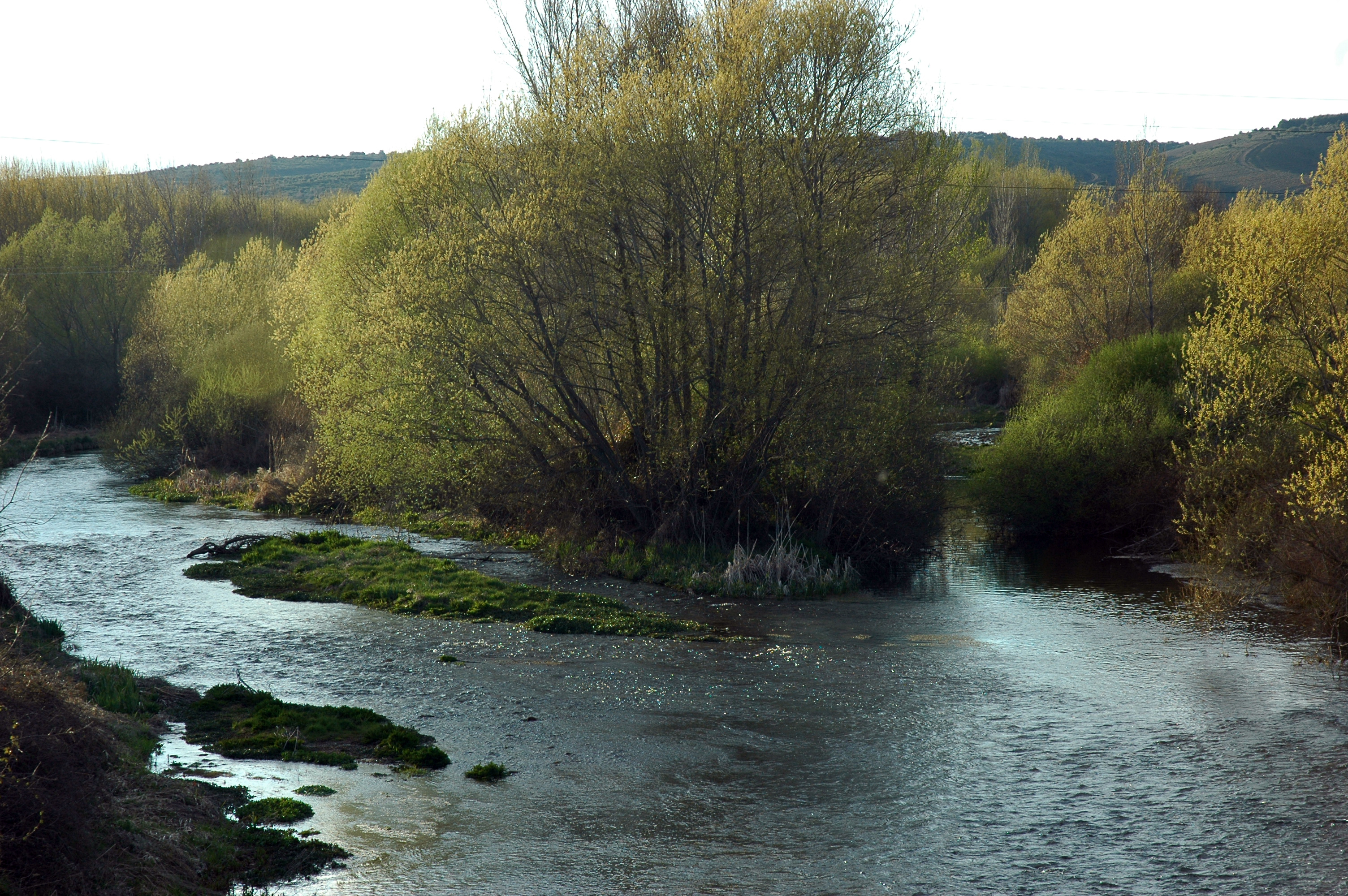
奧爾維戈河莫利尼略鎮段